# Ipira
Ipira là một đô thị thuộc bang Santa Catarina, Brasil. Đô thị này có diện tích 150,304 km², dân số năm 2007 là 4705 người, mật độ 35,1 người/km².